# Rastrick
Rastrick är en ort i distriktet Calderdale, i grevskapet West Yorkshire, i England. Denna ward hade 11 086 invånare år 2021. Rastrick var en civil parish från 1866 till 1915 då den blev en del av Brighouse. Denna civil parish hade 8 786 invånare år 1911. Byn nämndes i Domedagsboken (Domesday Book) år 1086, och kallades då Rastric.